# Граббе, Кристиан Дитрих
Кристиан Дитрих Гра́ббе (нем. Christian Dietrich Grabbe, 11 декабря 1801, Детмольд — 12 сентября 1836, там же) — немецкий драматург-романтик.

## Биография
Учился праву в Лейпциге и Берлине, хотел стать актёром и режиссёром, дружил с Тиком и Гейне (последний назвал Граббе «подвыпившим Шекспиром»). Воспринял идеологию романтической группировки «Буря и натиск». Имел пристрастие к алкоголю (пьяницей была его мать, жена управляющего тюрьмой). Семейная жизнь Граббе не сложилась. Он перебивался на различных мелких службах во Франкфурте, Дюссельдорфе и других местах, откуда его тут же выгоняли, бедствовал и голодал.

## Творчество и признание

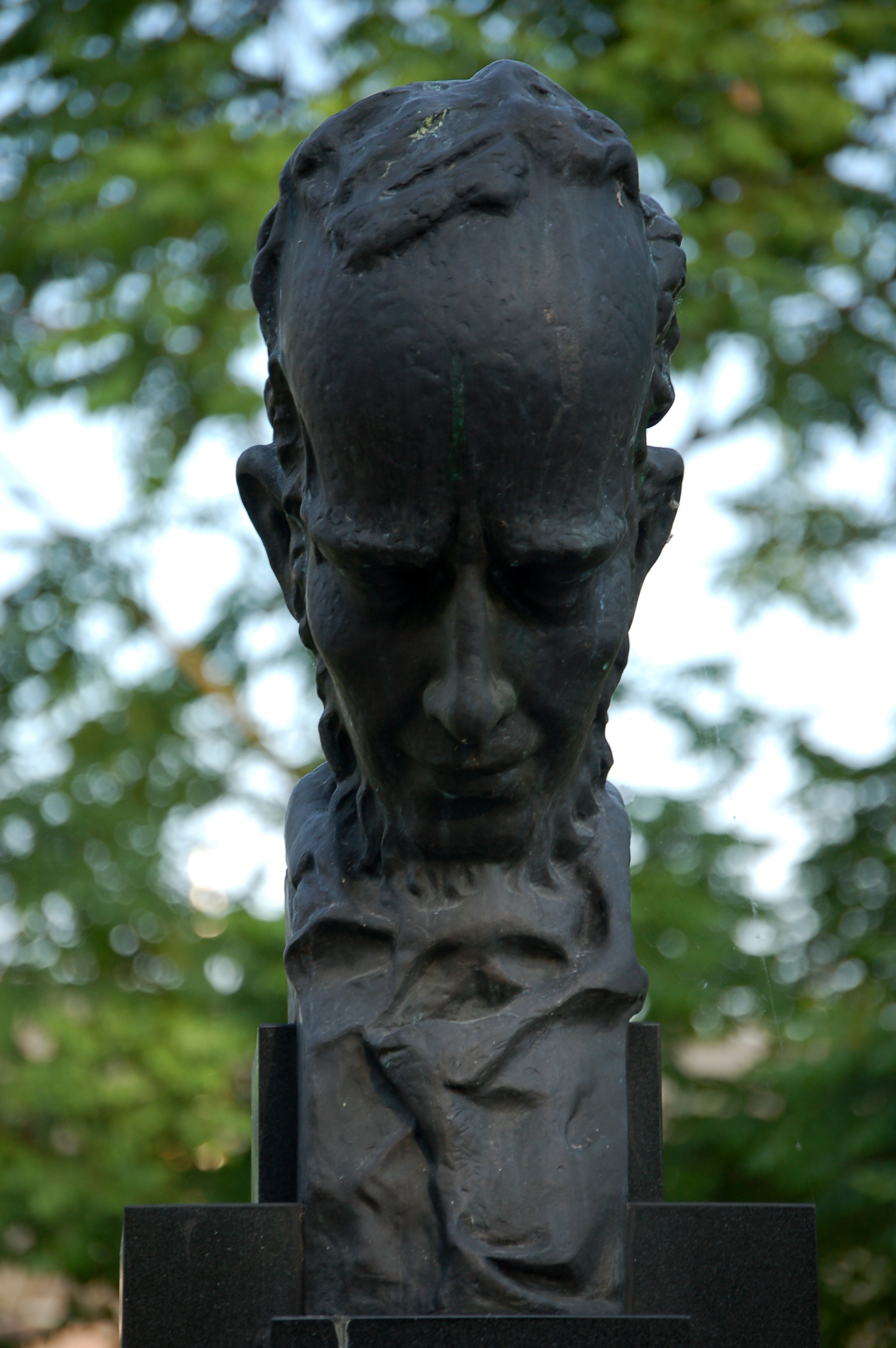
Памятник в Дюссельдорфе

В XX веке признан (вместе с Георгом Бюхнером) обновителем немецкой драмы под влиянием Шекспира. Едва ли не все его наследие было опубликовано и нашло путь на сцену только после смерти автора. Его личность и судьба интересовали Брехта, который хотел поставить драму Граббе «Ганнибал». 
Комедию Граббе «Шутка, сатира, ирония…» перелицевал для французской сцены Альфред Жарри, фрагмент этой переделки включил в свою «Антологию черного юмора»  Андре Бретон, комическую оперу по пьесе написал в 2001 немецкий композитор Детлев Гланерт. По его драмам сняты кино- и телефильмы, они идут на многих сценах мира в постановке крупных режиссёров (в том числе «Фауст» Яна Шванкмайера, 1994).
Вместе с тем, его творчество поднимали на щит германские нацисты, толкуя в имперско-арийском духе исторические драмы Граббе и в особенности раздувая его антисемитизм.

## Произведения
- Herzog Theodor von Gotland/ Герцог Готландский (1822, премьера в Вене в 1892)
- Nannette und Maria/Нанетта и Мария (1823, мелодрама, пост. в Кеттвиге в 1914)
- Scherz, Satire, Ironie und tiefere Bedeutung/ Шутка, сатира, ирония и глубокий смысл (1827, комедия; премьера в Вене в 1976)
- Don Juan und Faust/ Дон Жуан и Фауст (1828, пост. в Детмольде в 1829, фильм Марселя Л’Эрбье, 1922)
- Die Hohenstauffen/ Гогенштауфены (в 2-х частях, 1829—1830, пост. в Шверине в 1875)
- Napoleon oder Die Hundert Tage/ Наполеон, или Сто дней (1831, премьера во Франкфурте в 1895)
- Hannibal/ Ганнибал (1835, премьера в Мюнхене в 1918)
- Die Hermannsschlacht/ Битва Арминия (опубликована в 1838, посмертно; пост. в Детмольде в 1936)

## Публикации на русском языке
- Шутка, ирония и нечто поглубже/ Пер. Алексея Ремизова// Europa Orientalis, 1994, № 1
- Силены/ Пер. Сергея Дубина ( то же: "Шутка, сатира, ирония и глубокий смысл" во французском переводе А. Жарри)// Бретон А. Антология черного юмора. М.: Carte Blanche, 1999, с.103-114.
- Шутка, сатира, ирония и кое-что посерьёзнее/Пер. Ирины Щербаковой// Немецкая романтическая комедия. Спб: Гиперион, 2004.
- Дон Жуан и Фауст, трагедия в четырёх действиях/ Пер. Николая Холодковского// "Век", 1882 г. То же: Севильский озорник. Истории о доне Жуане. М.: Художественная литература, 2009, серия " Вечные герои мировой литературы", с. 223 - 339.
- Ганнибал, трагедия. Действие V./ Пер. А. Г. Фёдорова// Театр и литература: Сборник статей к 95-летю А. А. Гозенпуда / Ин-т рус. лит. (Пушкин. Дом) РАН, Рос. ин-т истории искусств РАН; СПб., " Наука", 2003 г. С. 596 - 607.